# Aleksandr Nikolaevič Radiščev
Aleksandr Nikolaevič Radiščev, in russo Александр Николаевич Радищев? (Mosca, 20 agosto 1749 – San Pietroburgo, 11 settembre 1802), è stato uno scrittore russo.

## Biografia
Radiščev apparteneva ad una nobile famiglia di proprietari terrieri. Studiò a Pietroburgo, dove venne compreso in una lista di dodici giovani russi che Caterina II mandò a perfezionarsi  all'Università di Lipsia. La residenza all'estero e il più stretto contatto con il pensiero filosofico francese, da Helvétius a Voltaire a Rousseau, rafforzarono in lui la consapevolezza dei mali che gravavano sulla società del suo tempo. Inoltre imparò il tedesco, il latino, l'etica e il diritto romano.
Nel suo Viaggio da Pietroburgo a Mosca del 1790, con il pretesto della cronaca di un viaggio, Radiščev denuncia le reali condizioni del popolo sotto l'impero di Caterina II esprimendo una vibrata condanna della servitù della gleba e invocando il principio di uguaglianza. L'opera fu stampata privatamente dallo stesso Radiščev e subito proibita dall'imperatrice, che condannò a morte l'autore, commutando poi la pena nell'esilio in Siberia. Venne liberato da Paolo I, salito al trono dopo la morte di Caterina II, ma nel 1802 si suicidò. Controverse sono le dinamiche della sua morte: alcuni vedono nel gesto dello scrittore un'ultima dichiarazione di assoluta libertà. Tuttavia il nipote scrisse in seguito che si trattò di un fatale sbaglio.
In uno dei capitoli del Viaggio è inoltre inserita l'ode Alla libertà del 1783, che ebbe vasta risonanza e provocò perfino il sorgere di una vera e propria scuola di poeti radisceviani. Inoltre presentò l'animo della Russia, la popolazione pensierosa e triste, il sistema corrotto, accusando gli alti dirigenti di sperperare i soldi dello Stato per i vizi e per i loro piaceri (alludendo così a Grigorij Aleksandrovič Potëmkin, il favorito di Caterina II) e descrivendo un vero sovrano illuminato alla ricerca della verità. Radiščev mette in evidenza l'importanza della cultura e delle tradizioni russe. L'opera fu scritta in russo per esprimere meglio i concetti e i pensieri, perciò diede importanza alla tesi sulla supremazia della lingua russa del linguista Michail Vasil'evič Lomonosov.
Autore anche di saggi economici e politici, Radiščev è il primo, oltre che il maggiore, di quegli illuministi russi che nella questione contadina seppero vedere il problema sociale di fondo del paese. Ottenuto dallo zar Paolo I il permesso di tornare dall'esilio, Radiščev riprese l'attività di scrittore, incontrando tuttavia nuovi ostacoli e persecuzioni che lo spinsero infine al suicidio nel 1802.
Massone, nel 1774 frequentò la Loggia "Urania". Fece di quel gruppo di massoni che cercavano di organizzare la vendita di opere filosofiche nelle strade di San Pietroburgo. Fu nemico di ogni tipo di misticismo    e critica i martinisti nel suo Viaggio da Pietroburgo a Mosca.

## Opere
- Viaggio da Pietroburgo a Mosca; (1790) traduzione di Bianca Sulpasso,introduzione di Franco Venturi; Voland; 2006 pp.341
- Dell'Uomo, della sua mortalità e della sua immortalità; (1809) pubblicazione postuma